# Bridport (Vermont)
Bridport város az USA Vermont államában, Addison megyében. Lakosainak száma 1225 fő (2020. április 1.).

## Népesség
A település népességének változása:
| Lakosok száma | 449  | 1511 | 1480 | 1171 | 1018 | 745  | 665  | 809  | 1137 | 1225 |
|               | 1790 | 1820 | 1840 | 1870 | 1890 | 1920 | 1940 | 1970 | 1990 | 2020 |